# Acoplamiento de Negishi
El acoplamiento de Negishi es una reacción de acoplamiento cruzado catalizada por metales de transición ampliamente utilizada. La reacción acopla halocarburos o triflatos con compuestos organometálicos de zinc, formando enlaces carbono-carbono (C-C) en el proceso. Generalmente se utiliza una especie de paladio (0) como catalizador metálico, aunque a veces se usa níquel. Se puede emplear una variedad de catalizadores de níquel en estado de oxidación Ni0 o NiII en acoplamientos cruzados de Negishi como Ni(PPh3)4, Ni(acac)2, Ni(COD)2, etc.

- El grupo saliente X suele ser cloruro, bromuro, o yoduro, pero también son factibles los grupos triflato and acetiloxi. Generalmente, si X = Cl conduce a reacciones lentas.
- El residuo orgánico R = alquenilo, arilo, alilo, alquinilo o propargilo.
- El haluro X' en el compuesto de organozinc puede ser cloruro, bromuro o yoduro y el residuo orgánico R' es alquenilo, arilo, alilo, alquilo, bencilo, homoalilo, and homopropargilo.
- El metal M en el catalizador es níquel o paladio.
- El ligando L en el catalizador puede ser trifenilfosfina, dppe, BINAP o chiraphos.

Los catalizadores de paladio en general tienen mayores rendimientos químicos y mayor tolerancia a los grupos funcionales.
El acoplamiento de Negishi encuentra un uso común en el campo de la síntesis total como un método para formar selectivamente enlaces C-C entre intermediarios sintéticos complejos. La reacción permite el acoplamiento de átomos de carbono sp3, sp2 y sp (ver hibridación orbital), lo que la hace algo inusual entre las reacciones de acoplamiento catalizadas por paladio. Los organozincs son sensibles a la humedad y al aire, por lo que el acoplamiento de Negishi debe realizarse en un ambiente libre de oxígeno y agua, un hecho que ha dificultado su uso en relación con otras reacciones de acoplamiento cruzado que requieren condiciones menos robustas (como la reacción de Suzuki). Sin embargo, los organozincs son más reactivos que los organostannanos y los organoboranos, lo que se correlaciona con tiempos de reacción más rápidos.
La reacción lleva el nombre de Eiichi Negishi, co-ganador del Premio Nobel de Química 2010 por el descubrimiento y desarrollo de esta reacción, junto a Richard Heck y Akira Suzuki, por su trabajo sobre "acoplamientos cruzados catalizados por paladio en síntesis orgánica".
Negishi y sus colaboradores investigaron originalmente el acoplamiento cruzado de reactivos de organoaluminio en 1976 empleando inicialmente Ni y Pd como catalizadores de metales de transición, pero notaron que el Ni resultó en la disminución de la estereoespecificidad mientras que el Pd no lo hacía. Transición de especies de organoaluminio a compuestos de organozinc Negishi y colaboradores informaron el uso de complejos de paladio en reacciones de acoplamiento de organozinc y llevaron a cabo estudios de métodos, eventualmente desarrollando las condiciones de reacción en las que se utilizan comúnmente en la actualidad.

## Mecanismo de reacción
Se cree que el mecanismo de reacción procede a través de una vía estándar de acoplamiento cruzado catalizada por Pd, comenzando con una especie de Pd(0), que se oxida a Pd(II) en una etapa de adición oxidante que involucra la especie de organohaluro. Este paso continúa con haluros, acetatos o triflatos de arilo, vinilo, alquinilo y acilo, con sustratos que siguen las velocidades relativas de adición oxidativa estándar: I>OTf>Br>>Cl.
El mecanismo real de la adición oxidativa no está resuelto, aunque hay dos vías probables. Se cree que una vía procede a través de un mecanismo similar a una SN2 que da como resultado una estereoquímica invertida. La otra vía procede a través de una adición concertada y conserva la estereoquímica:
Aunque las adiciones son cis, el complejo de Pd(II) se isomeriza rápidamente al complejo trans.
A continuación, se produce el paso de transmetalación en el que el reactivo de organozinc intercambia su sustituyente orgánico con el haluro en el complejo de Pd(II), generando el complejo trans-Pd(II) y una sal de haluro de zinc. El sustrato de organocinc puede ser arilo, vinilo, alilo, bencilo, homoalilo u homopropargilo. La transmetalación suele limitar la velocidad y aún no se ha alcanzado una comprensión mecánica completa de este paso, aunque varios estudios han arrojado luz sobre este proceso. Recientemente se determinó que las especies de alquilzinc deben pasar a formar una especie de zincato de orden superior antes de la transmetalación, mientras que las especies de arilzinc no lo hacen. ZnXR y ZnR2 se pueden usar como reactivos, y se sabe que Zn prefiere cuatro complejos coordinados, lo que significa que los complejos de Zn coordinados con disolventes, como ZnXR(disolvente)2, no se pueden descartar a priori. Los estudios indican que existen equilibrios competitivos entre los complejos cis- y trans- bis alquil organopaladio, pero que el único intermedio productivo es el complejo cis.
El último paso en la vía catalítica del acoplamiento de Negishi es la eliminación reductora, que se cree que procede a través de un estado de transición de tres coordenadas, produciendo el producto orgánico acoplado y regenerando el catalizador de Pd(0). Para que se produzca este paso, se debe formar el complejo de cis-alquilo organopaladio antes mencionado.
Tanto los haluros de organozinc como los compuestos de diorganzinc pueden usarse como materiales de partida. En un sistema modelo, se encontró que en el paso de transmetalación, el primero da el aducto cis R-Pd-R ', lo que resulta en una rápida eliminación reductora del producto, mientras que el segundo da el aducto trans que tiene que pasar primero por un proceso de isomerización trans-cis lento.
Una reacción secundaria común es el homoacoplamiento. En un sistema modelo de Negishi, se descubrió que la formación de homoacoplamiento era el resultado de una segunda reacción de transmetalación entre el intermedio de diarilmetal y el haluro de arilmetal:
Ar–Pd–Ar' + Ar'–Zn–X  →  Ar'–Pd–Ar' + Ar–Zn–X
Ar'–Pd–Ar' →  Ar'–Ar' + Pd(0) (homoacoplamiento)
Ar–Zn–X + H2O → Ar–H + HO–Zn–X  (reacción acompañada por  deshalogenación)
Los sistemas catalizados con níquel pueden operar bajo diferentes mecanismos dependiendo de los socios de acoplamiento. A diferencia de los sistemas de paladio que involucran solo Pd(0) o Pd(II), los sistemas catalizados con níquel pueden involucrar níquel de diferentes estados de oxidación. Ambos sistemas son similares en el sentido de que involucran pasos elementales similares: adición oxidativa, transmetalación y eliminación reductora. Ambos sistemas también tienen que abordar problemas de eliminación de β-hidruro y la difícil adición oxidativa de electrófilos alquílicos.
Para electrófilos alquílicos no activados, un posible mecanismo es un primer mecanismo de transmetalación. En este mecanismo, las especies de alquil zinc primero se transmetalarían con el catalizador de níquel. Luego, el níquel abstraería el haluro del haluro de alquilo dando como resultado el radical alquilo y la oxidación del níquel después de la adición del radical.
Un factor importante cuando se contempla el mecanismo de un acoplamiento cruzado catalizado por níquel es que la eliminación reductora es fácil en las especies NiIII, pero muy difícil en las especies NiII. Kochi y Morrell proporcionaron evidencia de esto al aislar el complejo Ni(PEt3)2(Me)(o-tolil), que no experimentó una eliminación reductora lo suficientemente rápido como para participar en este paso elemental.